# تیری ماری
تیری ماری (فرانسوی: Thierry Marie‎؛ زادهٔ ۲۵ ژوئن ۱۹۶۳) دوچرخه‌سوار اهل فرانسه است.
از باشگاه‌هایی که در آن رکاب زده‌است می‌توان به تیم دوچرخه‌سواری سیستم یو اشاره کرد.